# Tournoi de clôture du championnat de Bolivie de football 2007
Navigation
Saison précédente Saison suivante
Le tournoi d'ouverture de la saison 2007 du Championnat de Bolivie de football est le second tournoi semestriel de la trente-troisième édition du championnat de première division en Bolivie.
Le tournoi est organisé en deux phases :
- les douze équipes sont réparties en deux poules de six, les trois premiers se qualifient pour la deuxième phase.
- la deuxième phase (l'Hexagonal) permet de désigner le vainqueur du tournoi, qui est le club en tête du classement à l'issue des rencontres.

C'est le club de San José Oruro qui remporte la compétition cette saison après avoir battu lors du match décisif La Paz FC, les deux clubs ayant terminé à égalité de points en tête de l'Hexagonal. C'est le second titre de champion de Bolivie de l'histoire du club, après celui remporté en 1995.

## Qualifications continentales
Les clubs vainqueur de l'Hexagonal obtient son billet pour la Copa Sudamericana 2008. Le deuxième dispute le barrage pré-Libertadores, le troisième participe au barrage pré-Sudamericana.

## Les clubs participants
| - Jorge Wilstermann Cochabamba - Aurora Cochabamba - Oriente Petrolero - Bolivar La Paz - Club Blooming - Universitario de Sucre | - San José Oruro - Real Potosi - Real Mamoré - The Strongest La Paz - Destroyers Santa Cruz - La Paz FC |

## Compétition
Le barème utilisé pour établir l'ensemble des classements est le suivant :
- Victoire : 3 points
- Match nul : 1 point
- Défaite : 0 point

### Première phase
| Rang | Équipe                 | Pts | J  | G | N | P | Bp | Bc | Diff |
| ---- | ---------------------- | --- | -- | - | - | - | -- | -- | ---- |
| 1    | The Strongest La Paz   | 21  | 12 | 6 | 3 | 3 | 23 | 14 | +9   |
| 2    | Club Blooming          | 21  | 12 | 6 | 3 | 3 | 14 | 10 | +4   |
| 3    | San José Oruro         | 17  | 12 | 4 | 5 | 3 | 18 | 17 | +1   |
| 4    | Universitario de Sucre | 15  | 12 | 4 | 3 | 5 | 18 | 18 | 0    |
| 5    | Aurora Cochabamba      | 14  | 12 | 3 | 5 | 4 | 13 | 17 | -4   |
| 6    | Destroyers Santa Cruz  | 11  | 12 | 3 | 2 | 7 | 17 | 26 | -9   |

| Rang | Équipe                       | Pts | J  | G | N | P | Bp | Bc | Diff |
| ---- | ---------------------------- | --- | -- | - | - | - | -- | -- | ---- |
| 1    | La Paz FC                    | 23  | 12 | 7 | 2 | 3 | 12 | 6  | +6   |
| 2    | Jorge Wilstermann Cochabamba | 18  | 12 | 5 | 3 | 4 | 19 | 17 | +2   |
| 3    | Real MamoréP                 | 17  | 12 | 5 | 2 | 5 | 15 | 13 | +2   |
| 4    | Real PotosíT                 | 16  | 12 | 4 | 4 | 4 | 17 | 14 | +3   |
| 5    | Bolívar La Paz               | 14  | 12 | 4 | 2 | 6 | 16 | 20 | -4   |
| 6    | Oriente Petrolero            | 12  | 12 | 4 | 0 | 8 | 10 | 20 | -10  |

### Hexagonalfinal
| Rang | Équipe                       | Pts | J  | G | N | P | Bp | Bc | Diff |
| ---- | ---------------------------- | --- | -- | - | - | - | -- | -- | ---- |
| 1    | San José Oruro               | 18  | 10 | 5 | 3 | 2 | 16 | 13 | +3   |
| 2    | La Paz FC +1                 | 18  | 10 | 5 | 2 | 3 | 18 | 16 | +2   |
| 3    | Club Blooming                | 15  | 10 | 4 | 3 | 3 | 15 | 11 | +4   |
| 4    | Real Mamoré                  | 15  | 10 | 4 | 3 | 3 | 17 | 14 | +3   |
| 5    | The Strongest La Paz +1      | 11  | 10 | 3 | 2 | 5 | 20 | 16 | +4   |
| 6    | Jorge Wilstermann Cochabamba | 7   | 10 | 2 | 1 | 7 | 8  | 21 | -13  |

- La Paz FC et The Strongest La Paz obtiennent un point de bonus après avoir terminé en tête de leur groupe de première phase.

#### Barrage pour le titre
| Équipe 1  | Résultat | Équipe 2       | Aller | Retour |
| --------- | -------- | -------------- | ----- | ------ |
| La Paz FC | 2 - 3    | San José Oruro | 2 - 2 | 0 - 1  |

- À la suite de sa défaite, La Paz FC, deuxième de l'Hexagonal, participe au barrage pré-Libertadores.

#### Barrage pré-Libertadores
La Paz FC, deuxième de l'Hexagonal affronte Bolivar La Paz, deuxième du tournoi Ouverture, pour la troisième place en Copa Libertadores.
| Équipe 1       | Résultat | Équipe 2  | Aller | Retour |
| -------------- | -------- | --------- | ----- | ------ |
| Bolivar La Paz | 2 - 4    | La Paz FC | 1 - 2 | 2 - 1  |

- À la suite de sa défaite, Bolivar La Paz se qualifie pour la Copa Sudamericana.

#### Barrage pré-Sudamericana
Club Blooming, troisième de l'Hexagonal doit affronter La Paz FC, troisième du tournoi Ouverture, pour la seconde place en Copa Sudamericana. Comme La Paz FC est déjà qualifié pour la Copa Libertadores grâce à son succès en barrage, Club Blooming se qualifie pour la Copa Sudamericana.

## Relégation
Comme lors des saisons précédentes, un classement cumulé des performances sur les deux dernières saisons (tournois Ouverture et Clôture 2006 et 2007) permet de déterminer les clubs relégués. Le dernier de ce classement est directement relégué en deuxième division tandis que l'avant-dernier doit disputer un barrage de promotion-relégation face au deuxième de Copa Simon Bolivar.
| Rang | Équipe                       | Pts   | J  | G | N | P | Bp | Bc | Diff |
| ---- | ---------------------------- | ----- | -- | - | - | - | -- | -- | ---- |
| 1    | Bolívar La Paz               | 1,750 | 68 |   |   |   |    |    |      |
| 2    | Real Potosi                  | 1,735 | 68 |   |   |   |    |    |      |
| 3    | Jorge Wilstermann Cochabamba | 1,559 | 68 |   |   |   |    |    |      |
| 4    | Club Blooming                | 1,544 | 68 |   |   |   |    |    |      |
| 5    | Universitario de Sucre       | 1,500 | 68 |   |   |   |    |    |      |
| 6    | Oriente Petrolero            | 1,471 | 68 |   |   |   |    |    |      |
| 7    | San José Oruro               | 1,426 | 68 |   |   |   |    |    |      |
| 8    | The Strongest La Paz         | 1,323 | 68 |   |   |   |    |    |      |
| 9    | La Paz FC                    | 1,250 | 68 |   |   |   |    |    |      |
| 10   | Real Mamoré                  | 1,206 | 34 |   |   |   |    |    |      |
| 11   | Aurora Cochabamba            | 1,044 | 68 |   |   |   |    |    |      |
| 12   | Destroyers Santa Cruz        | 1,029 | 68 |   |   |   |    |    |      |

### Barrage de promotion-relégation
| Équipe 1               | Résultat | Équipe 2             | Aller | Retour |
| ---------------------- | -------- | -------------------- | ----- | ------ |
| Aurora Cochabamba (D1) | 5 - 2    | (D2) Nacional Potosí | 3 - 0 | 2 - 2  |

## Bilan de la saison
| Championnat de Bolivie de football 2007 |                           |
| Champion                                | San José Oruro (2e titre) |
| Qualifications continentales            |                           |
| Copa Libertadores 2008                  | San José Oruro            |
| Copa Libertadores 2008                  | La Paz FC                 |
| Copa Sudamericana 2008                  | Bolivar La Paz            |
| Copa Sudamericana 2008                  | Club Blooming             |
| Promotions et relégations               |                           |
| Promus en Primera A                     | Club Deportivo Guabirá    |
| Relégués en Torneo Simon Bolívar        | Destroyers Santa Cruz     |